# Тудвал Хромой
Тудвал Хромой (валл. Tudwall Gloff; ок. 863—X век) — один из многочисленных детей Родри Великого.

## Биография
Тудвал и Элисед, в отличие от многочисленных братьев, кроме Родри, были детьми короля Гвинеда Родри Великого от другой женщины, не названной по имени, а не от его жены Анхарад, сестры и наследницы правителя Сейсиллуга, Гугона, который в 871 году, согласно «Анналам Камбрии», умер в результате утопления. Однако развернутый трактат «Ханесин Хен», документ из Северного Уэльса, упоминает Тудвала, в числе детей Родри, где Анхарад — единственная мать его сыновей.
Тудвал женился на Элейне верх Алет, кузине Лливарха и Родри — последних правителей Диведа. Также её кузиной была Рейнхара верх Хивайд, жена Каделла, старшего брата Тудвала.
В 877 году после смерти Родри Великого и его брата Гуриада, убитые саксами, Каделл получает во время разделения великого наследия, как старший сын Анхарад верх Меуриг, Королевство Кередигион с дворцом в Диневуре и сюзеренитет над другими братьями. В частности Гвентианская Хроника сообщает, что в 877 году Мервин подчинился своему брату Каделлу. Будучи женат на принцессе из Диведа, казалось бы, земля Диведа — это все, что Тудвал хотел бы получить, а Тудвал (будучи хромым) больше ничего не ожидал. Но Каделл хотел, чтобы королевство было равным Гвинеду, где правил его старший Анарауд. Изначально на его пути могли стоять вышеупомянутые Лливарх и Родри — правители Диведа. Каделл же женил своего сына Хивела, на Элейне, дочери Лливарха ап Хивайда, сделав его таким образом наследником Диведа.
Тудвал был ранен в колено в сражении при Кимрид Конуи, когда сыновья Родри боролись против Эдрида Длиноволосого, предводителя Мерсийцев, и от этой раны он стал хромым. Из-за этого его братья дали ему прозвище. Битва упоминается в Анналах Камбрии за 880/881 год, как «Сражение при Конуи. Отмщение за Родри от Бога».
Каделл вместе с братьями, а значит возможно и Тудвал, участвовали в сокрушении Диведа, а затем и в атаке на Элиседа ап Теудура, правителя Брихейниога, настолько, что последний просит помощи у Альфреда Великого, короля Уэссекса. Вскоре после этого Каделл и его братья, также стали вассалами Альфреда. Изначальная гармония между братьями быстро исчезает в 894 году. Анарауд в союзе с саксами, опустошает территории своего брата Каделла, его люди сжигают дома и посевы на территории Кередигиона.

## Потомки
Позже генеалоги сделали Тудвала Хромого предком, через его сына Алсера, четырех племен, двух в Гвинедде, из Лливарха ап Брана и Хедда ап Алунога, и двух в Дехейбарте, из Селива Диведского и Кудифора ап Динавала в Кередигионе. В соответствии с этим Томас Джонс из Трегарона сказал, что Тудвалл Глофф был назначен королем Диведа под присмотром его брата Каделла. Если в этом есть какая-то правда, Тудвалл, должно быть, получил Дивед в 904 году, после смерти правителя Диведа.
Возможно закончил последние годы жизни в церкви.